# Мабар

Коромандельський берег на карті Індії.

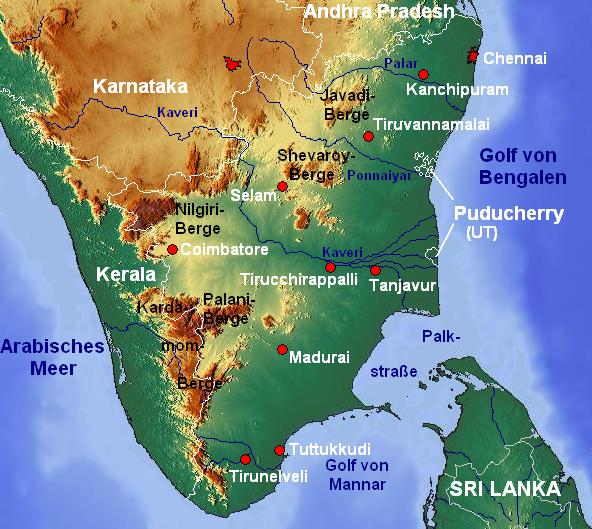
Карта півдня Індії.

Штат Тамілнад на карті Індії.

Мабар (англ. Mabar) — узбережжя в Індії. Назва, дана арабами узбережжю східніше Декана, яке приблизно збігається з Коромандельський берегом (походить від Coromandalan, царство Колес) і ще ближче до узбережжя сьогоднішнього штату Тамілнад.
Столицю Мабар Тханджавур (англ. Tanjavur) перси й араби називали Барр аль-Суліян (або Шуліян) (англ. Barr al-Suliyan, al-Shuliyan). Мабар в перекладі з арабської означає «прохід» або «точки, звідки» нібито основний прохід до Цейлону.
Колись це узбережжя входило в штат Мадрас. Сьогодні це узбережжя в штаті Тамілнад.
Недалеко від узбережжя на шляху до Цейлону розташоване місто Мадурай. Затока, оточена Цейлоном і Південною Індією, називається затокою Маннар. Так що слово «мабар» могло утворитись і від місцевого індійського топоніма, а не з арабської мови. Цілком можливо, що Мадурай або Маннар трансформувалося в арабське «мабар». Але можливо і навпаки - припускають, що назва «мабар» дала імена топонімам Мадурай, Маннар, Мадрас. І сьогодні слова «мабар» і «Манар» широко застосовуються у арабів і в ісламських країнах для позначення топонімів.